# サッカーニュージーランド代表
サッカーニュージーランド代表（サッカーニュージーランドだいひょう、英語: New Zealand national soccer team）は、ニュージーランドフットボール（NZF）によって構成される、ニュージーランドのサッカーのナショナルチームである。ホームスタジアムは、首都・ウェリントンにあるウェリントン・リージョナル・スタジアム。

## 概要
上下白のユニフォームのカラーから、オールホワイツ（All Whites）というニックネームで知られている。これは、1982 FIFAワールドカップに出場した際に公募で付けられたもので、「オールホワイツ」という名はラグビーニュージーランド代表の愛称であるオールブラックス（All Blacks）に因んだものである。なお、この愛称についてニュージーランドフットボールは多様性推進の一環として廃止を検討していると2021年8月に報じられた。

## 歴史
オーストラリアが2006年にアジアサッカー連盟（AFC）へ加盟しアジア予選に参加し始めた2010年W杯南アフリカ大会以降は毎回大陸間プレーオフ進出を果たしており、同大会の大陸間プレーオフにおいてバーレーンに勝利し、28年ぶり2度目となる本大会出場を決めた。本大会ではグループF組の3位で決勝トーナメントには進出できなかったものの、同組のイタリア・スロバキア・パラグアイを相手に3試合を全て引き分け、出場32ヶ国中唯一の無敗の成績を残した。
2014年ブラジル大会はメキシコ、2018年ロシア大会はペルー、2022年カタール大会はコスタリカに敗れ、3大会連続で本大会出場を逃している。
2026年北中米大会では出場国数が32から48に拡大され、オセアニア予選にも1.5枠（直接出場権1枠と大陸間プレーオフ1枠）が与えられた。同予選の決勝でニューカレドニアを3-0で破り、4大会ぶり3回目のFIFAワールドカップ出場を決めた。

## 成績

### FIFAワールドカップ
| 開催国 / 年 | 成績               | 試       | 勝       | 分       | 負       | 得       | 失       |
| ----------- | ------------------ | -------- | -------- | -------- | -------- | -------- | -------- |
| 1930        | 不参加             | 不参加   | 不参加   | 不参加   | 不参加   | 不参加   | 不参加   |
| 1934        | 不参加             | 不参加   | 不参加   | 不参加   | 不参加   | 不参加   | 不参加   |
| 1938        | 不参加             | 不参加   | 不参加   | 不参加   | 不参加   | 不参加   | 不参加   |
| 1950        | 不参加             | 不参加   | 不参加   | 不参加   | 不参加   | 不参加   | 不参加   |
| 1954        | 不参加             | 不参加   | 不参加   | 不参加   | 不参加   | 不参加   | 不参加   |
| 1958        | 不参加             | 不参加   | 不参加   | 不参加   | 不参加   | 不参加   | 不参加   |
| 1962        | 不参加             | 不参加   | 不参加   | 不参加   | 不参加   | 不参加   | 不参加   |
| 1966        | 不参加             | 不参加   | 不参加   | 不参加   | 不参加   | 不参加   | 不参加   |
| 1970        | 予選敗退           | 予選敗退 | 予選敗退 | 予選敗退 | 予選敗退 | 予選敗退 | 予選敗退 |
| 1974        | 予選敗退           | 予選敗退 | 予選敗退 | 予選敗退 | 予選敗退 | 予選敗退 | 予選敗退 |
| 1978        | 予選敗退           | 予選敗退 | 予選敗退 | 予選敗退 | 予選敗退 | 予選敗退 | 予選敗退 |
| 1982        | 1次リーグ敗退      | 3        | 0        | 0        | 3        | 2        | 12       |
| 1986        | 予選敗退           | 予選敗退 | 予選敗退 | 予選敗退 | 予選敗退 | 予選敗退 | 予選敗退 |
| 1990        | 予選敗退           | 予選敗退 | 予選敗退 | 予選敗退 | 予選敗退 | 予選敗退 | 予選敗退 |
| 1994        | 予選敗退           | 予選敗退 | 予選敗退 | 予選敗退 | 予選敗退 | 予選敗退 | 予選敗退 |
| 1998        | 予選敗退           | 予選敗退 | 予選敗退 | 予選敗退 | 予選敗退 | 予選敗退 | 予選敗退 |
| 2002        | 予選敗退           | 予選敗退 | 予選敗退 | 予選敗退 | 予選敗退 | 予選敗退 | 予選敗退 |
| 2006        | 予選敗退           | 予選敗退 | 予選敗退 | 予選敗退 | 予選敗退 | 予選敗退 | 予選敗退 |
| 2010        | グループリーグ敗退 | 3        | 0        | 3        | 0        | 2        | 2        |
| 2014        | 予選敗退           | 予選敗退 | 予選敗退 | 予選敗退 | 予選敗退 | 予選敗退 | 予選敗退 |
| 2018        | 予選敗退           | 予選敗退 | 予選敗退 | 予選敗退 | 予選敗退 | 予選敗退 | 予選敗退 |
| 2022        | 予選敗退           | 予選敗退 | 予選敗退 | 予選敗退 | 予選敗退 | 予選敗退 | 予選敗退 |
| 2026        |                    |          |          |          |          |          |          |
| 合計        | 出場3回            | 6        | 0        | 3        | 3        | 4        | 14       |

### FIFAコンフェデレーションズカップ
- 1999 - グループリーグ敗退
- 2003 - グループリーグ敗退
- 2009 - グループリーグ敗退
- 2017 - グループリーグ敗退

### OFCネイションズカップ
| 開催年 | 結果               | 試合 | 勝利 | 引分 | 敗戦 | 得点 | 失点 |
| ------ | ------------------ | ---- | ---- | ---- | ---- | ---- | ---- |
| 1973   | 優勝               | 5    | 4    | 1    | 0    | 13   | 4    |
| 1980   | グループリーグ敗退 | 3    | 1    | 0    | 2    | 7    | 8    |
| 1996   | 3位                | 2    | 0    | 1    | 1    | 0    | 3    |
| 1998   | 優勝               | 4    | 4    | 0    | 0    | 11   | 1    |
| 2000   | 準優勝             | 4    | 3    | 0    | 1    | 7    | 3    |
| 2002   | 優勝               | 5    | 5    | 0    | 0    | 23   | 2    |
| 2004   | 3位                | 5    | 3    | 0    | 2    | 17   | 5    |
| 2008   | 優勝               | 6    | 5    | 0    | 1    | 14   | 5    |
| 2012   | 3位                | 5    | 3    | 1    | 1    | 8    | 7    |
| 2016   | 優勝               | 5    | 4    | 1    | 0    | 10   | 1    |
| 2024   | 優勝               | 4    | 4    | 0    | 0    | 15   | 0    |
| 合計   | 11/11              | 48   | 37   | 3    | 8    | 125  | 39   |

## 歴代監督
- リッキー・ハーバート 2005-2013
- ダニー・ヘイ（英語版） 2019-2022
- ダレン・ベズリー（英語版） 2022-

## 歴代選手

### GK
- マーク・パストン 1997-2013
- グレン・モス 2006-2017
- ステファン・マリノヴィッチ 2015-
- マイケル・ウッド 2018-

### DF
- イヴァン・ヴィセリッチ 1995-2013
- ライアン・ネルセン 1999-2012
- ウィンストン・リード 2010-
- マイケル・ボクソール 2011-
- トム・ドイル 2014-
- リベラト・カカーチェ 2018-
- ナンド・パイナケル 2019-

### MF
- クリス・ジェームス 2006-2014
- マイケル・マグリンチィ 2009-
- マルコ・ロハス 2011-
- ビル・ティロマ 2013-
- ライアン・トーマス 2014-
- サープリート・シン 2018-

### FW
- ウィントン・ルーファー 1980-1997
- クリス・キレン 2000-2013
- シェーン・スメルツ 2003-2017
- コスタ・バルバルセス 2008-
- クリス・ウッド 2009-
- ライアン・デ・フリース 2015-